# 大武 (樂舞)
大武是周公所創的樂舞，內容描述周武王伐紂。其是六代舞之一，用以「享先祖」。

## 結構
大武的舞蹈結構較為複雜、完整，為藝術水準較高的六段體組合舞。
《禮記》記載大武六段（「六成」）如下：
1. 舞者從北面出來
2. 滅商
3. 向南方進軍
4. 把南方收入疆土
5. 分為左、右兩隊，由輔佐武王的周公、召公分別率領
6. 隊伍合併，齊聲讚揚武王的功德